# استیو بوشمی
استیو بوسمی (به انگلیسی: Steve Buscemi) (زادهٔ ۱۳ دسامبر ۱۹۵۷، بروکلین، نیویورک) بازیگر، نویسنده و کارگردان آمریکایی‌ست.

## زندگی هنری
او در بسیاری از فیلم‌های برادران کوئن از جمله بارتون فینک، لباوسکی بزرگ، فارگو، تقاطع میلر و… و در دو فیلم داستان عامه‌پسند و سگ‌های انباری کوئنتین تارانتینو بازی کرده‌است.
بوسمی همچنین در دو مجموعه تلویزیونی سوپرانوز و امپراتوری ساحلی نیز به ایفای نقش پرداخته‌است. او برای بازی در نقش ایناک تامسون در مجموعهٔ امپراتوری ساحلی نامزد دریافت جایزه امی و برندهٔ جایزه انجمن بازیگران نمایش و جایزه گرمی شد.

## فیلمشناسی

### سینمایی
- بوسه بابا شب‌بخیر (۱۹۸۷)
- قطار اسرارآمیز (۱۹۸۹)
- بردگان نیویورک (۱۹۸۹)
- سگ‌های شکاری برادوی (۱۹۸۹)
- تقاطع میلر (۱۹۹۰)
- بارتون فینک (۱۹۹۱)
- سگ‌های انباری (۱۹۹۲)
- کریس کراس (۱۹۹۲)
- در سوپ (۱۹۹۲)
- بیست دلار (۱۹۹۳)
- داستان عامه‌پسند (۱۹۹۴)
- تقلا (۱۹۹۴)
- کله‌پوک‌ها (۱۹۹۴)
- چه کسی را باید بکشم (۱۹۹۴)
- دسپرادو (۱۹۹۵)
- بیلی مدیسن (۱۹۹۵)
- فارگو (۱۹۹۶)
- کانزاس سیتی (۱۹۹۶)
- کارهایی که بعد از مرگت در دنور باید انجام داد (۱۹۹۶)
- هواپیمای محکومین (۱۹۹۷)
- فریبکار (۱۹۹۸)
- لباوسکی بزرگ (۱۹۹۸)
- آرماگدون (۱۹۹۸)
- اختلاف داخلی (۲۰۰۱)
- مشکل دوچندان (۲۰۰۱)
- عشق در زمان پول داشتن (۲۰۰۲)
- پروژه لارامی (۲۰۰۲)
- بچه‌های جاسوس ۲ (۲۰۰۲)
- ۱۳ ماه (۲۰۰۲)
- قهوه و سیگار (۲۰۰۳)
- ماهی بزرگ (۲۰۰۴)
- عشق و سیگار (۲۰۰۵)
- جیم بی‌کس (۲۰۰۵)
- جزیره (۲۰۰۵)
- محرمانه مدرسه هنر (۲۰۰۶)
- هذیان‌گو (۲۰۰۶)
- اکنون شما را چاک و لری می‌نامم (۲۰۰۷)
- خشم (۲۰۰۹)
- قدیس جان از لاس وگاس (۲۰۰۹)
- بزرگ‌شده‌ها (۲۰۱۰)
- برت وانداستون باورنکردنی (۲۰۱۳)
- پینه‌دوز (۲۰۱۴)
- ۶ کله‌پوک (۲۰۱۵)
- به پیت تکیه کن (۲۰۱۷)
- مرگ استالین (۲۰۱۷)
- ببخشید مزاحم شما شدم (۲۰۱۸)
- نانسی (۲۰۱۸)
- هفته (۲۰۱۸)
- مرده‌ها نمی‌میرند (۲۰۱۹)
- پادشاه استتن آیلند (۲۰۱۹)
- دوستان تعطیلات ۲ (۲۰۲۳)

### مجموعه تلویزیونی
- سوپرانوز (۲۰۰۴–۲۰۰۶)
- ۳۰ راک (۲۰۰۷)
- بخش فوریت‌های پزشکی (۲۰۰۸)
- امپراتوری بوردواک (۲۰۱۰–۲۰۱۴)
- هوراس و پیت (۲۰۱۶)
- معجزه‌گران (مجموعه تلویزیونی ۲۰۱۹) (۲۰۱۹–اکنون)

### صداپیشگی
- فاینال فانتزی: ارواح درون (۲۰۰۱)
- شرکت هیولاها (۲۰۰۱)
- خانهٔ هیولا (۲۰۰۶)
- سیمپسون‌ها (۲۰۰۷)
- جی-فورس (۲۰۰۹)
- هتل ترانسیلوانیا (۲۰۱۲)
- خومبا (۲۰۱۳)
- دانشگاه هیولاها (۲۰۱۳)

### مهمان
- ساتردی نایت لایو (۲۰۱۱)